# Theodoxus meridionalis
Theodoxus meridionalis е вид коремоного от семейство Neritidae.

## Разпространение
Видът е разпространен в Италия (Сицилия) и Тунис.